# Nikon Coolpix P7000
Nikon Coolpix P7000 — компактный цифровой фотоаппарат фирмы Nikon, предназначенный для опытных фотолюбителей. Анонсирован в сентябре 2010 года. Coolpix P7000 заменил на рынке модель Nikon Coolpix P6000.

## Описание
Nikon Coolpix P7000 представляет собой компактный цифровой фотоаппарат из серии высшего ценового диапазона компактных моделей Nikon — Nikon Coolpix P. Является представителем промежуточного звена между компактными и зеркальными фотоаппаратами. К особенностям этой серии можно отнести поддержку формата Raw и наличие «горячего башмака».
P7000 оснащён ПЗС-сенсором с размерами 1/1,7 видиконовских дюйма и разрешением 10,1 Мпикс (максимальное разрешение снимка — 3648 × 2736 пикселей). В камере используется новый процессор EXPEED C2.
Фотоаппарат имеет несменный объектив с эквивалентным фокусным расстоянием 28—200 мм и максимальными диафрагмами f/2,8—f/5,6. Объектив оборудован механизмом стабилизации изображения.
В качестве видоискателя используется 3" TFT-дисплей. Также имеется оптический параллаксный видоискатель.
| Модель, дата выхода | Размер матрицы, разрешение (Мпикс), размер кадра (пикс) | Кратность зума     | Память | Процессор, ф. ш., ISO | Размеры корпуса (мм); масса (грамм) | Аккумулятор: модель, ёмкость mA/час, кол-во снимков | Изображение |
| ------------------- | ------------------------------------------------------- | ------------------ | ------ | --------------------- | ----------------------------------- | --------------------------------------------------- | ----------- |
| P5000 2007.02       | CCD 1/1,8 10 48 × 2736                                  | f/2,7—f/5,3 36—126 | SDHC   | 64—3200               | 98×65×41 250                        | 250                                                 |             |
| P5100 2007.08       | CCD 1/1,7 12,1 4000 × 3000                              | f/2,7—f/5,3 35—122 | SDHC   | 64—3200               | 98×65×41 250                        | 240                                                 |             |
| P6000 2008.08       | CCD 1/1,7 13,5 4224 × 3168                              | f/2,7—f/5,9 28—112 | SDHC   | 64-6400               | 107×66×42 290                       | 260                                                 |             |
| P7000 2010.09       | CCD 1/1,7 10,1 3648 × 2736                              | f/2,8—f/5,6 28—200 | SDXC   | 100—1600              | 114×77×45 360                       | 350                                                 |             |
| P7100 2011.08       | CCD 1/1,7 10,1 3648 × 2432                              | f/2,8—f/5,6 28—199 | SDXC   | 100—1600              | 117×77×48 395                       | 450                                                 |             |
| P7700 2012.08       | CMOS 1/1,7 12,2 4000 × 3000                             | f/2—f/4 28—199     | SDXC   | 80—1600               | 119×73×50 392                       | 330                                                 |             |
| P7800 2013.12       | CMOS 1/1,7 12,2 4000 × 3000                             | f/2—f/4 28—200     | SDXC   | 80—1600               | 119×78×50 399                       | 350                                                 |             |